# الناحية المركزية (مقاطعة بهار)
الناحية المركزية لمقاطعة بهار (بالفارسية: بخش مرکزی شهرستان بهار) هي ناحية (بخش) في مقاطعة بهار التابعة لمحافظة همدان في إيران. بلغ عدد سكانها في تعداد 2006م 49138 نسمة، يتوزعون على 12227 أسرة. الناحية بها مدينة واحدة: بهار. ويوجد فيها منطقتان ريفيتان: قسم أبرومند الريفي وقسم سيمينة رود الريفي.